# Romolo Garroni
Romolo Garroni (Roma, 23 agosto 1915 – Roma, 5 agosto 2006) è stato un direttore della fotografia e operatore cinematografico italiano.

## Biografia

### La fotografia, Cinecittà e il cinema di regime
(Romolo Garroni)
Romolo Garroni nasce a Roma il 23 agosto del 1915 da Spartaco ed Elena Masciocchi. Il nome di battesimo è un omaggio di Spartaco Garroni a suo padre, combattente garibaldino, caduto nel 1897 a Domokos, in Grecia, nella sanguinosa battaglia della guerra Greco-Turca, alla quale partecipò anche un contingente italiano guidato da Ricciotti Garibaldi, accorso in difesa dei greci.

Vittorio De Sica protagonista de I grandi magazzini

Terminati gli studi e assolti gli obblighi di leva, nel 1937 si unisce ad una compagnia teatrale itinerante, un Carro di Tespi, denominazione utilizzata per i teatri ambulanti sorti intorno al 1930, con l'intento di allestire rappresentazioni anche in quei comuni che non erano dotati di un teatro stabile per iniziativa del Ministero della cultura popolare. La sua passione per la fotografia è notata da Ettore Catalucci, direttore della SPES (Sviluppo Pellicole E Stampa) che lo assume come tecnico nel suo nuovo stabilimento.
Nel 1938 entra a Cinecittà come assistente operatore diventando poi capo reparto operatori di fotografia di Cinecittà alle dipendenze di Anchise Brizzi e Ubaldo Arata. Da assistente collabora alle produzioni di diverse pellicole tra cui Batticuore, I grandi magazzini, Il documento, Il sogno di Butterfly.
A Cinecittà rimane coinvolto nel caso che porta all'arresto di Marcello Gatti, un giovane assistente, futuro direttore della fotografia di Gillo Pontecorvo e di Nanni Loy in pellicole come La battaglia di Algeri, Queimada, Un giorno da leoni, Le quattro giornate di Napoli. Gatti viene accusato di aver sfregiato una gigantografia di Mussolini nella sala macchine del reparto operatori; arrestato, reo-confesso, verrà poi condannato a cinque anni di confino. Ma i tentacoli dell'OVRA, la polizia segreta fascista, sono ovunque e indagano su tutto il reparto degli operatori. Altri inquisiti come Giuseppe Rotunno e Silvano Ippoliti vengono espulsi. Nella lista finisce anche Romolo Garroni che è così costretto a lasciare Cinecittà.

### Alla Scalera con Brizzi e Arata
"È stato facile, ho...", avevo appena cominciato a parlare, quando Arata mi diede un calcio sotto il tavolo dicendomi poi: "Non devi mai rivelare i tuoi segreti".»
(Romolo Garroni)

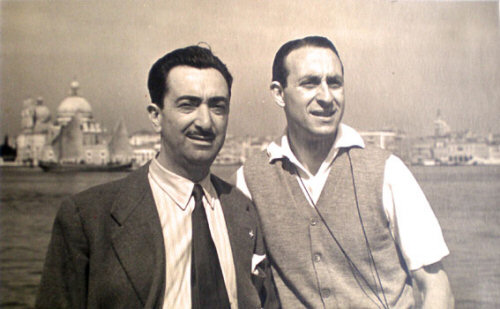
Ubaldo Arata e Romolo Garroni durante una pausa de I due Foscari

Dopo Cinecittà passa alla Scalera Film, la casa di produzione cinematografica dei fratelli Michele e Salvatore Scalera, ex costruttori edili che avevano fatto fortuna in Libia. Dopo l'incendio alla Cines avvenuto nel 1935, i migliori operatori sono sotto contratto alla Scalera. Mario Bava, il maestro del cinema horror italiano in quel periodo operatore, ricorda bene che: «La Scalera dette il via al cinema italiano vero. Si incominciò a spargere la voce per Roma che Terzano, Brizzi, Arata e Montuori, i grandi operatori, venivano presi a quattordicimila lire al mese [...]». 

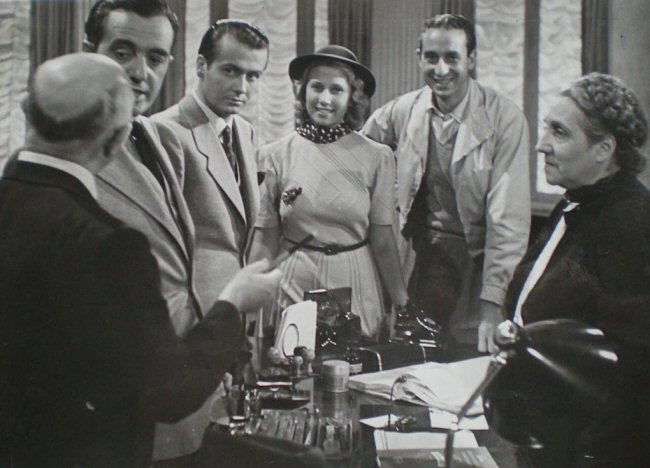
Durante la lavorazione di Maddalena... zero in condotta

Romolo Garroni ritrova così i suoi maestri Anchise Brizzi e Ubaldo Arata. Con Brizzi alla fotografia collabora a Dora Nelson, il primo vero film di Mario Soldati, e il primo in assoluto di Massimo Girotti.
Nel 1940 è promosso operatore di macchina da Mario Albertelli, direttore della fotografia de La fanciulla di Portici, un film di Mario Bonnard dove Garroni è l'operatore insieme a un giovanissimo Tonino Delli Colli. È al fianco di Albertelli anche in Maddalena... zero in condotta di Vittorio De Sica e in un'altra pellicola di Bonnard, il Marco Visconti.
Le successive produzioni le gira invece tutte con Arata: nell'estate del 1941 ne È caduta una donna di Alfredo Guarini, nel 1942 in Perdizione di Carlo Campogalliani, I due Foscari di Enrico Fulchignoni e nella Carmen di Christian-Jaque, una produzione italo-francese girata negli studi della Scalera nel 1942 ma distribuita nelle sale cinematografiche nel maggio del 1945.

### Corrispondente di guerra e partigiano

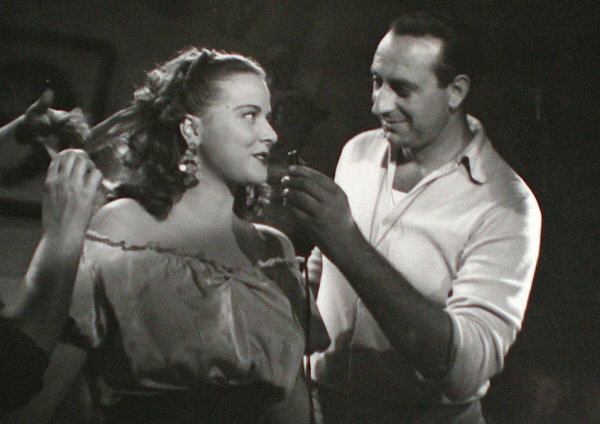
Con Alida Valli

Nel 1942 collabora anche, non accreditato, alla pellicola di Goffredo Alessandrini, il dittico Noi vivi e Addio, Kira! interpretato da Fosco Giachetti e Alida Valli. È al fianco di Giuseppe Caracciolo, direttore della fotografia che dovrà sostituire l'anno dopo ne I bambini ci guardano di De Sica. Caracciolo viene allontanato dalla produzione dopo un alterco con Isa Pola, la protagonista del film: «[...]  fece un putiferio, tanto che l'operatore (Caracciolo) fu cacciato via; lui aveva un buon contratto con la Scalera Film e fu rovinato... Io fui chiamato al suo posto [...]. È comunque il suo debutto come direttore della fotografia.

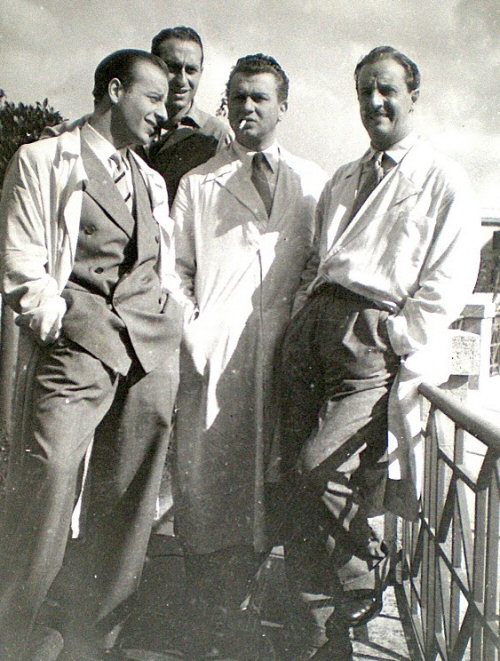
Con gli interpreti de L'ultimo addio (1942)

Sempre del 1943 è Marinai senza stelle di Francesco De Robertis, una produzione a cui il Garroni collabora, almeno inizialmente, negli studi della Scalera di Roma e in alcuni esterni a Trieste. Il film però, durante la lavorazione, avrà diverse traversie a causa anche dei fatti legati all'8 settembre. Fatti che coinvolgono anche il nostro operatore: da Pola, dove si trova a girare un documentario per il Luce come corrispondente di guerra, a causa delle operazioni tedesche di occupazione del territorio, troverà enormi difficoltà nel rientrare a Roma.
L'8 settembre coglie di sorpresa anche Cinecittà e tutte le produzioni del cinema italiano. Sergio Amidei ricorda: «[..] Da quel momento l'attività del cinema a Roma si fermò del tutto. [..] Freddi e certi altri scagnozzi del regime si preoccuparono di convincere attori, registi e produttori ad andare a Venezia, dove trasferirono gran parte delle attrezzature di Cinecittà. [..] la maggior parte declinò l'invito [..]».
Romolo Garroni corrispondente di guerra, rientrato a Roma, per tutto il periodo dell'occupazione tedesca svolgerà anche l'attività clandestina con il compito di trovare cibo e armi. Attività riconosciuta poi, dopo la guerra, con lo status di patriota combattente.

### Nel Dopoguerra

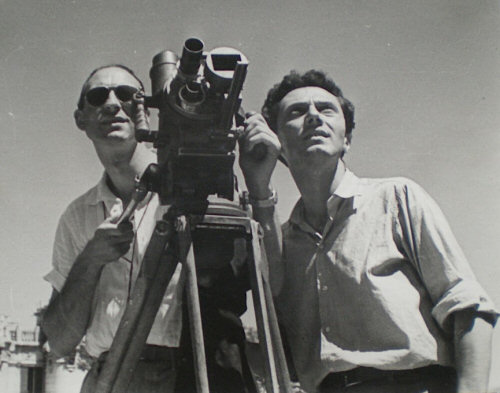
Al lavoro con Dino Risi

Nel dopoguerra l'attività del Garroni spazia sempre più nelle produzioni documentaristiche collaborando con registi come Marcellini, Pellegrini e Leoni. È direttore della fotografia di alcuni dei cortometraggi di Dino Risi. Già all'inizio degli anni quaranta il Garroni aveva prestato la sua esperienza in Venezia minore di Francesco Pasinetti, mentre per un documentario sulla Cristoforo Colombo ricevette la targa Cineasta di tutti i mari.
Nelle produzioni cinematografiche, invece, collabora con Christian-Jaque, Carlo Campogalliani, Roberto Roberti, Silvio Siano ed altri.
Nel 1947 è ancora al fianco di Arata per la realizzazione del lungometraggio Cagliostro/Gli spadaccini della serenissima, una produzione italo-statunitense (Scalera-United Artists) diretta da Gregory Ratoff con Orson Welles. Arata morirà pochi giorni dopo l'inizio delle riprese. Il film uscirà nelle sale solo nel 1949. È l'ultima collaborazione del Garroni con la Scalera: la casa di produzione nel 1949 entra in crisi, licenziando tutti.
Negli anni cinquanta fotografa attori del calibro di Totò, Paolo Stoppa, Renato Rascel, Gino Bramieri, Billi e Riva, accanto ad attrici come Gina Lollobrigida, Virna Lisi, Antonella Lualdi, Delia Scala.
Nel 1951 è socio fondatore dell'AIC, Associazione Italiana di Cineoperatori oggi Associazione Italiana Autori della Fotografia Cinematografica, accanto ad Anchise Brizzi, primo presidente.
Con la nascita di Carosello nel 1957 il Garroni inizia anche a fotografare nella pubblicità dove, a quell'epoca, i messaggi pubblicitari erano veri e propri cortometraggi. Collabora alla realizzazione degli spot Imec, Biancosarti, L'Oréal, Alemagna, Gradina ed altri.

### Anni '60 e '70
Le collaborazioni cinematografiche del Garroni in questo periodo, l'ultimo della sua vita lavorativa, spaziano dai generi peplum, meglio conosciuto come il cinema dei forzuti, degli anni sessanta, a quello della commedia sexi degli anni settanta.
Nel 1963 porta la sua esperienza al nuovo cinema israeliano vincendo il premio della fotografia Arpa d'oro di Re David.

## Filmografia

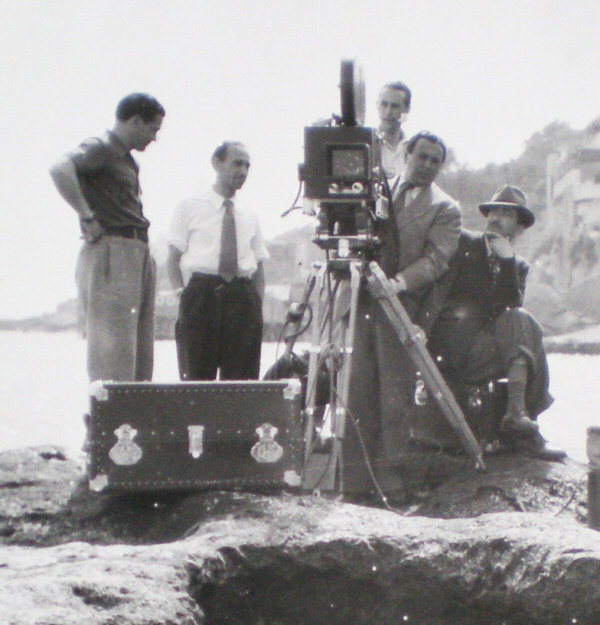
Con Ubaldo Arata sul set de I due Foscari (1942).

L'elenco dei film in cui il Garroni ha collaborato è stato ricostruito anche grazie ai documenti ENPALS in possesso della famiglia.

### Lungometraggi
- Batticuore, regia di Mario Camerini (1939), assistente operatore (non accreditato).
- Il documento, regia di Mario Camerini (1939), assistente operatore (non accreditato).
- I grandi magazzini, regia di Mario Camerini (1939), assistente operatore.
- Il sogno di Butterfly, regia di Carmine Gallone (1939), assistente operatore (non accreditato).
- Una moglie in pericolo, regia di Max Neufeld (1939), assistente operatore.
- Tre fratelli in gamba, regia di Alberto Salvi (1939), operatore (con il nome Romolo Garrone).
- Dora Nelson, regia di Mario Soldati (1939), assistente operatore.
- La fanciulla di Portici, regia di Mario Bonnard (1940), operatore.
- Centomila dollari, regia di Mario Camerini (1940), operatore.
- Incanto di mezzanotte, regia di Mario Baffico (1940), operatore.
- Ritorno, regia di Géza von Bolváry (1940), operatore.
- Maddalena... zero in condotta, regia di Vittorio De Sica (1940), operatore.
- La donna perduta, regia di Domenico Gambino (1940), operatore (non accreditato).
- Marco Visconti, regia di Mario Bonnard (1941), operatore.
- Amore imperiale, regia di Alexander Volkoff (1941), operatore (non accreditato).
- È caduta una donna, regia di Alfredo Guarini (1941), operatore.
- Perdizione, regia di Carlo Campogalliani (1942), operatore.
- I due Foscari, regia di Enrico Fulchignoni (1942), operatore.
- L'ultimo addio, regia di Ferruccio Cerio (1942), operatore (non accreditato).
- Noi vivi, regia di Goffredo Alessandrini (1942), ass. direttore della fotografia (non accreditato).
- Addio, Kira!, regia di Goffredo Alessandrini (1942), ass. direttore della fotografia (non accreditato).
- I bambini ci guardano, regia di Vittorio De Sica (1943), direttore della fotografia.
- Marinai senza stelle, regia di Francesco De Robertis (1943), direttore della fotografia.
- Lettere al sottotenente, regia di Goffredo Alessandrini (1944), co-direttore della fotografia (non accreditato).
- Carmen, regia di Christian-Jaque (1945), ass. direttore della fotografia (non accreditato).
- Felicità perduta, regia di Filippo Walter Ratti (1946), direttore della fotografia.
- La Certosa di Parma, regia di Christian-Jaque (1948), direttore della fotografia.
- Cagliostro / Gli spadaccini della serenissima, regia di Gregory Ratoff (1949), ass. direttore della fotografia (non accreditato).
- La mano della morta, regia di Carlo Campogalliani (1949), direttore della fotografia.
- Maracatumba... ma non è una rumba, regia di Edmondo Lozzi (1949), direttore della fotografia.
- Duello nell'ombra, regia di Gaetano Amata (1949), direttore della fotografia.
- Private Angelo, film inglese, regia di Peter Ustinov (1949), collaborazione alla fotografia (non accreditato).
- Il folle di Marechiaro, regia di Roberto Roberti (1951), direttore della fotografia.
- Fuoco nero, regia di Silvio Siano (1951), direttore della fotografia.
- Fanfan la Tulipe, regia di Christian-Jaque (1952), co-direttore della fotografia (non accreditato).
- Bellezze in motoscooter, regia di Carlo Campogalliani (1952), direttore della fotografia.
- La cieca di Sorrento, regia di Giacomo Gentilomo (1952), direttore della fotografia.
- Rosalba, la fanciulla di Pompei, regia di Natale Montillo (1952), direttore della fotografia.
- Gli uomini non guardano il cielo, regia di Umberto Scarpelli (1952), direttore della fotografia.
- Il romanzo della mia vita, regia di Lionello De Felice (1952), direttore della fotografia.
- Soli per le strade, regia di Silvio Siano (1953), direttore della fotografia.
- I tre ladri, regia di Lionello De Felice (1954), direttore della fotografia.
- Amore e smarrimento, regia di Filippo Walter Ratti (1954), direttore della fotografia.
- Un americano a Roma, regia di Steno (1954), collaborazione alla fotografia (non accreditato).
- Il vetturale del Moncenisio, regia di Guido Brignone (1954), direttore della fotografia.
- I cinque dell'Adamello, regia di Pino Mercanti (1954), direttore della fotografia.
- Saranno uomini, regia di Silvio Siano (1957), direttore della fotografia.
- La sposa, regia di Edmondo Lozzi (1958), direttore della fotografia.
- L'inferno addosso, regia di Gianni Vernuccio (1959), direttore della fotografia.
- Maurizio, Peppino e le indossatrici, regia di Filippo Walter Ratti (1961), direttore della fotografia.
- L'urlo dei bolidi, regia di Leo Guarrasi (1961), direttore della fotografia.
- Giulio Cesare il conquistatore delle Gallie, regia di Tanio Boccia (1962), direttore della fotografia.
- Sexy che scotta, regia di Franco Macchi (1963), direttore della fotografia.
- Una spada per l'impero, regia di Sergio Grieco (1964), direttore della fotografia.
- Jim il primo, regia di Sergio Bergonzelli (1964), direttore della fotografia.
- Gli invincibili fratelli Maciste, regia di Roberto Mauri (1964), direttore della fotografia.
- Libido, regia di Ernesto Gastaldi e Vittorio Salerno (1965), direttore della fotografia
- La rivincita di Ivanhoe, regia di Tanio Boccia (1965), direttore della fotografia.
- Il vendicatore dei Mayas, regia di Guido Malatesta (1965), direttore della fotografia
- Gli amori di Angelica, regia di Luigi De Marchi (1966), direttore della fotografia
- Agente Sigma 3 missione Goldwather, regia di Giampaolo Callegari (1966), direttore della fotografia
- I frutti amari, una coproduzione franco-italo-jugoslava, regia di Jacqueline Audry (1967), direttore della fotografia.
- Quarta parete, regia di Adriano Bolzoni (1969), direttore della fotografia
- Buonasera, signora Campbell, regia di Melvin Frank (1969), direttore della fotografia seconda unità
- Ordine delle SS: eliminate Borman!, una coproduzione Italia-Spagna-Stati Uniti, regia di Juan Antonio Bardem (1970), direttore della fotografia
- Una sposa per Mao, regia di Albino Principe (1971), direttore della fotografia
- La lunga cavalcata della vendetta, regia di Tanio Boccia (1972), direttore della fotografia
- Il prato macchiato di rosso, regia di Riccardo Ghione (1972), direttore della fotografia
- La supplente, regia di Guido Leoni (1975), direttore della fotografia
- Oh, mia bella matrigna, regia di Guido Leoni (1975), direttore della fotografia
- Le seminariste, regia di Guido Leoni (1976), direttore della fotografia

### Cortometraggi
- Venezia minore, regia di Francesco Pasinetti (1942)
- Strade di Napoli, regia di Dino Risi (1947)
- Pastore Angelicus, regia di Romolo Marcellini (1947)
- Il tesoro di San Pietro, regia di Romolo Marcellini (1948)
- Dove nasce il Piave, regia di Glauco Pellegrini (1948)
- Tre passi nel Cadore, regia di Glauco Pellegrini (1948)
- La ferrovia delle Dolomiti, regia di Glauco Pellegrini (1948)
- Dalle catacombe a San Pietro, regia di Glauco Pellegrini (1948)
- La città dei traffici, regia di Dino Risi (1949)
- Terra ladina, regia di Dino Risi (1949)
- Caccia in brughiera, regia di Dino Risi (1949)
- Il siero della verità, regia di Dino Risi (1949)
- Il museo dei sogni, regia di Luigi Comencini (1949)
- Lo scultore Giacomo Manzù, regia di Glauco Pellegrini (1950)
- Avvenne in funivia, regia di Guido Leoni (1953)
- Una piccola amica, regia di Guido Leoni (1953)